# Hagström Ultra Swede
Hagström Ultraswede producerades i Japan på initiativ av det kanadensiska företaget American Music & Sound som senare kom att licenstillverka Hagströmgitarrer. Modellen tillverkades i endast 250 exemplar men Karl Erik Hagström Senior Tackade nej till serieproduktion då han ansåg att kvaliteten var för låg, och han lade hellre ned företagets gitarrproduktion än att tumma på kvaliteten och därmed potentiellt skada varumärket.
Ultraswede serieproduceras nu under delvis andra specifikationer under namnet Hagström Ultralux Ultra Swede.